# Pnorisa orientalis
Pnorisa orientalis är en insektsart som beskrevs av Kevan, D.K.M. 1956. Pnorisa orientalis ingår i släktet Pnorisa och familjen gräshoppor. Inga underarter finns listade i Catalogue of Life.